# Triangle Strategy
Triangle Strategy (トライアングルストラテジー?, Toraianguru sutoratejī) è un videogioco di ruolo del 2022 sviluppato da Artdink per Nintendo Switch e Microsoft Windows.

## Sviluppo
Annunciato nel febbraio 2021 all'interno di un Nintendo Direct con il titolo provvisorio Project Triangle Strategy, è stato successivamente confermata l'uscita del gioco in tutto il mondo il 4 marzo 2022. Prima dell'uscita è stata distribuita una ulteriore demo del gioco. Una versione per Microsoft Windows è stata rilasciata su Steam il 13 ottobre dello stesso anno.

## Accoglienza
Nella settimana di lancio del videogioco, il numero di vendite in Giappone ha superato le copie di Gran Turismo 7 per PlayStation 4 e PlayStation 5. A due settimane dall'uscita Square Enix ha dichiarato di aver quasi raggiunto 800 000 unità vendute, di cui oltre 200 000 nel mercato asiatico. A dicembre 2022 il gioco supera il milione di copie vendute.